# M. Schulz, grafický umělecký ústav
M. Schulz, grafický umělecký ústav je zaniklá polygrafická firma v Praze, která se nacházela v Holešovicích na rohu ulic Kostelní a Františka Křížka.

## Historie
Firma M. Schulze byla založena roku 1862. Spolu s firmami J. Štenc nebo Husník a Häusler patřila k nejvýznamnějším pražským reprodukčním závodům. Z její dílny vycházely například kalendáře nebo pohlednice.
Roku 1896 pro ni stavitel Josef Blecha vybudoval přízemní tiskárnu, k té později dostavěl Matěj Blecha patro. V letech 1906-1908 došlo k radikální přestavbě objektu, kterou opět provedla firma Blecha. Velkorysé fasády vyprojektoval atelier architekta Antonína Hrubého. Západní budova v Kostelní ulici měla dvě patra nájemních bytů, východní nárožní budova byla určená pro tiskařskou výrobu a sklady.
Během druhé světové války byla firma panu Schulzovi pro jeho židovský původ odebrána a stala se majetkem protektorátu pod názvem „Tiskárna Protektorátu Čechy a Morava“. Po skončení války připadla Československému státu a Ústřední správa geodézie a kartografie ji přidělila Státnímu zeměměřickému a katastrálnímu ústavu. Od 50. let 20. století v budovách sídlil Kartografický a reprodukční ústav, následně n. p. Kartografie.
Budovy
Objekt je složený ze dvou budov, které jsou v jednotlivých patrech propojeny a do obou je společný vstup z ulice Františka Křížka. Čtyřpodlažní nárožní budova má nosnou konstrukci tvořenou železobetonovým tyčovým monolitickým skeletem. Budova v Kostelní ulici, západně od nárožní, má šest nadzemních podlaží a je zděná (nástavba pátého a šestého podlaží je z roku 1993).